# Lucrezia Buti
Lucrezia Buti (Firenze, 1435 – 16e eeuw) was een Italiaanse non en later de geliefde van kunstschilder Fra Filippo Lippi. Buti zou model hebben gestaan voor verschillende van Lippi's madonna's, zoals Madonna met kind en twee engelen (ca. 1450-1465). Buti en Lippi kregen samen een zoon, Filippino Lippi, die eveneens kunstschilder werd, en een dochter Alessandra.
- Nationale Bibliotheek van Tsjechië: js20060721001
- Union List of Artist Names: 500042249
- Virtual International Authority File: 95956486